# Дмитриевка (Шингак-Кульский сельсовет)
Дми́триевка (баш. Дмитриевка) — деревня в Чишминском районе Республики Башкортостан Российской Федерации. Входит в состав Шингак-Кульского сельсовета.

## География

### Географическое положение
Расстояние до:
- районного центра (Чишмы): 22 км,
- ближайшей ж/д станции (Шингак-Куль): 7 км.
- В деревне расположены 3 улицы: Салавата, Школьная, Мира
- Функционируют: общеобразовательная школа, ФАП, магазин, сельский дом культуры

## Население
| 2002 | 2009 | 2010 |
| ---- | ---- | ---- |
| 327  | ↗342 | ↘312 |